# Kew (London)

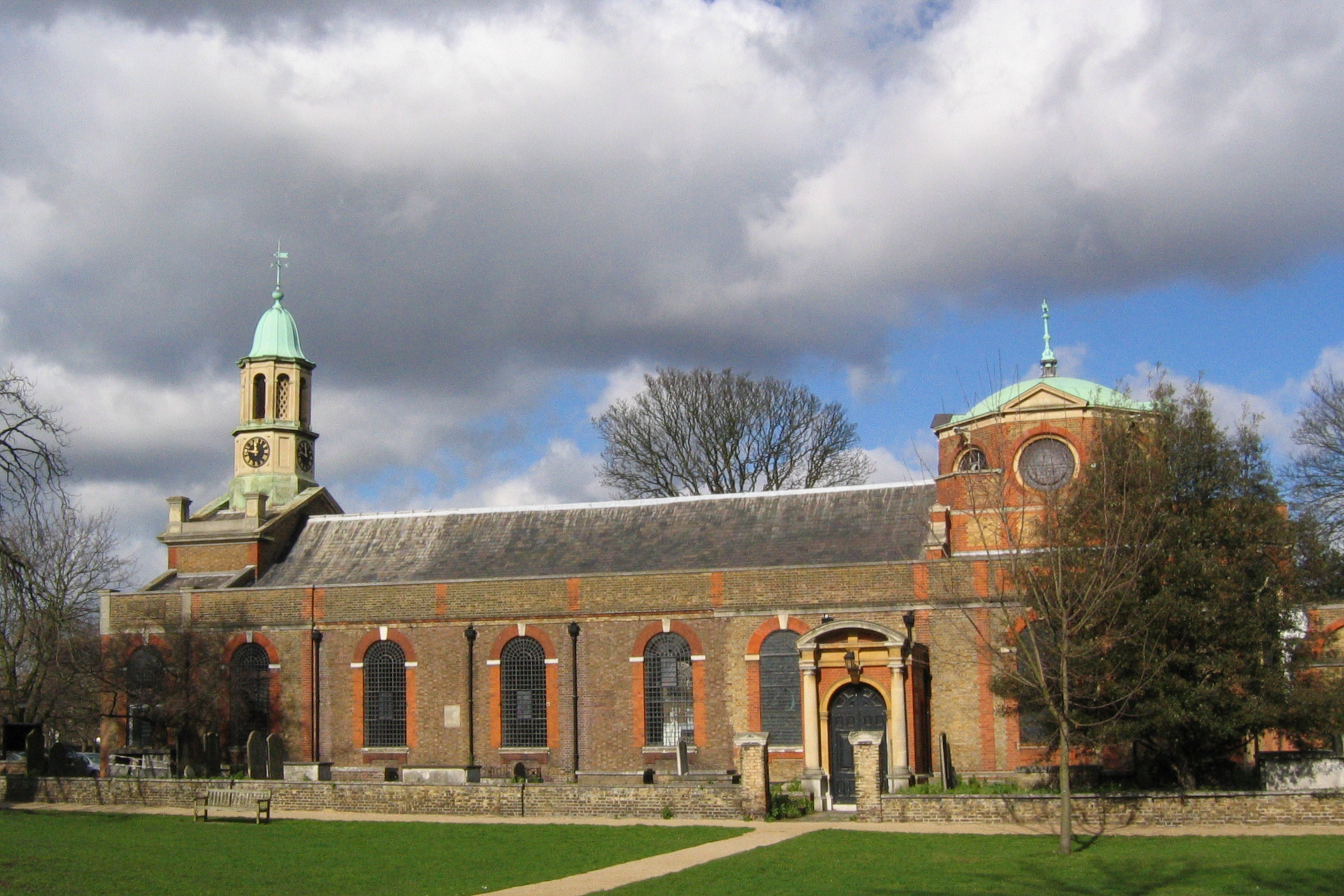
St.-Anne-Kirche in Kew

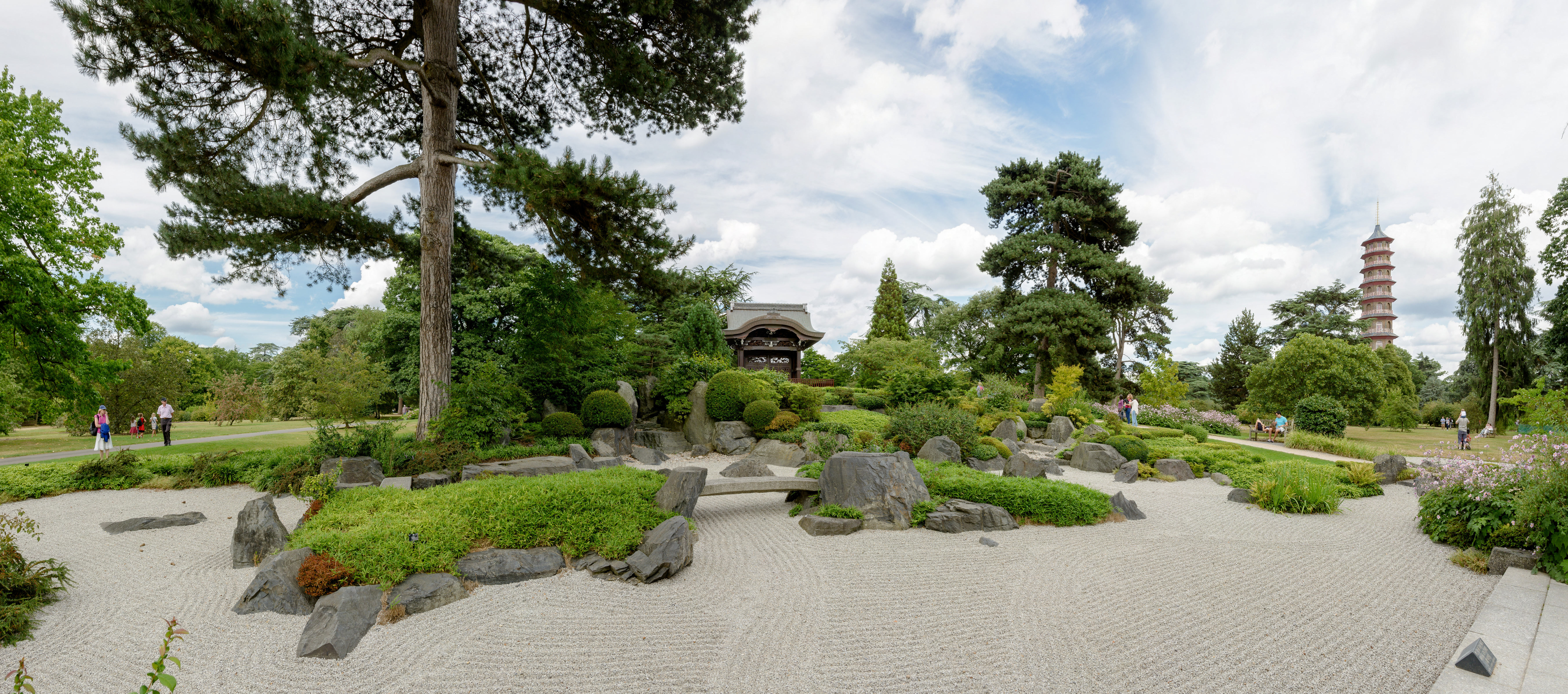
Kew Garden, japanischer Teil

Kew ist ein Stadtteil Londons und liegt im Stadtbezirk London Borough of Richmond upon Thames im Südwesten Londons. Berühmt ist er für den dortigen Royal Botanic Gardens (der inzwischen zum Weltkulturerbe zählt). Außerdem sind dort der Kew Palace und das Nationalarchiv für England, Wales und das Vereinigte Königreich zu finden.
Der Name „Kew Village“ bezieht sich auf mehrere Ladenreihen, die an die Kew Gardens Station angrenzen. Diese beherbergen Geschäfte, Restaurants (ebenso das ausgezeichnete „The Glasshouse“) sowie etliche Cafés. Der Stadtteil Kew entwickelte sich vor allem im späten 19. Jahrhundert, als die Linien der Londoner U-Bahn dort ausgebaut wurden. Die Gegend zeichnet sich durch viele große frei stehende Häuser sowie viele halbfreistehende Häuser aus. Die Wohngegend ist, aufgrund der guten Verkehrsanbindungen und der Nähe zu Kew Gardens, beliebt und daher auch teuer.
Der Name Kew setzt sich aus zwei Begriffen zusammen: dem altfranzösischen „kai“ (Landestelle, quay leitet sich davon ab), sowie dem altenglischen Wort „hoh“ (Landausläufer). Der Landausläufer ist die Biegung in der Themse.

## Persönlichkeiten
In der dortigen Saint-Anne’s-Kirche liegen unter anderem Richard Levett begraben, Lord Mayor of London und ehemaliger Besitzer von Kew Palace sowie weitere Mitglieder seiner Familie. Ebenso ist dort William Aiton, erster Inhaber der Gärten in Kew, beerdigt. Weitere durch Epitaphe geehrte Persönlichkeiten sind der Porträt- und Landschaftsmaler Thomas Gainsborough, Sir William Jackson Hooker, Sir Joseph Dalton Hooker, der botanische Maler Ferdinand Bauer, Rev. Thomas Haverfield und Johann Zoffany.